# Maria Giulia Confalonieri
Maria Giulia Confalonieri (* 30. März 1993 in Giussano) ist eine italienische Radsportlerin, die Rennen auf Bahn und Straße bestreitet.

## Sportliche Laufbahn
Maria Giulia Confalonieri war zunächst eine begeisterte Schwimmerin, neun Jahre lang übte sie diesen Sport aus. Mitte der 2000er Jahre schlug ihr ein Physiotherapeut vor, es einmal mit einer anderen Sportart zu versuchen, und zwar dem Radsport. Sie errang als Jugendliche und Juniorin mehrere nationale Titel, auf der Bahn, auf der Straße und bei Cyclocrossrennen.
2011 wurde Confalonieri Junioren-Weltmeisterin im Punktefahren, gemeinsam mit Beatrice Bartelloni und Chiara Vannucci errang sie Bronze in der Mannschaftsverfolgung. Im selben Jahr wurde sie zweifache Junioren-Europameisterin in Punktefahren und Mannschaftsverfolgung. 2012 gewann sie gemeinsam mit Giulia Donato und Chiara Vannucci die Mannschaftsverfolgung beim ersten Lauf des Bahnrad-Weltcups in Cali die Mannschaftsverfolgung. 2013 wurde sie U23-Europameisterin im Scratch.
Seit 2013 startete Confalonieri auch bei zahlreichen UCI-Straßenrennen, dort aber blieb ihr bisher ein herausragender Erfolg versagt. 2015 entschied sie die Junioren-Wertung des Giro della Toscana Femminile für sich. Im Straßenrennen der UCI-Straßen-Weltmeisterschaften 2016 in Doha belegte sie Rang 36.
Bei den UCI-Bahn-Weltmeisterschaften 2018 in Apeldoorn errang Maria Giulia Confalonieri gemeinsam mit Letizia Paternoster die Bronzemedaille im Zweier-Mannschaftsfahren und damit ihre erste WM-Medaille in der Elite. Später im Jahr wurde sie Europameisterin im Punktefahren. Bei zwei Läufen des Bahnrad-Weltcups gewann sie mit Paternoster jeweils das Zweier-Mannschaftsfahren. 2019 wurde sie erneut Europameisterin im Punktefahren. 2022 gewann sie das Straßenrennen Tour de la Semois.

## Erfolge

### Bahn
2011
- Junioren-Weltmeisterin – Punktefahren
- Junioren-Weltmeisterschaft – Mannschaftsverfolgung (mit Beatrice Bartelloni und Chiara Vannucci)
- Junioren-Europameister – Punktefahren, Mannschaftsverfolgung (mit Beatrice Bartelloni und Chiara Vannucci)

2012
- Bahnrad-Weltcup in Cali – Mannschaftsverfolgung (mit Giulia Donato und Chiara Vannucci)
- U23-Europameisterschaft – Punktefahren, Mannschaftsverfolgung (mit Giulia Donato und Chiara Vannucci)

2013
- U23-Europameisterin – Scratch
- U23-Europameisterschaft – Punktefahren, Mannschaftsverfolgung (mit Beatrice Bartelloni, Elena Cecchini und Chiara Vannucci)

2014
- U23-Europameisterschaft – Mannschaftsverfolgung (mit Francesca Pattaro, Elena Cecchini und Beatrice Bartelloni)
- U23-Europameisterschaft – Punktefahren
- 6 Giorni delle Rose – Punktefahren

2015
- Italienische Meisterin – Punktefahren

2017
- Europameisterschaft – Ausscheidungsfahren

2018
- Weltmeisterschaft – Zweier-Mannschaftsfahren (mit Letizia Paternoster)
- Weltcup in Minsk – Zweier-Mannschaftsfahren (mit Letizia Paternoster)
- Europameisterin – Punktefahren
- Italienischer Meister – Zweier-Mannschaftsfahren (mit Elisa Balsamo)
- Weltcup in Saint-Quentin-en-Yvelines – Punktefahren

2019
- Europameisterin – Punktefahren

### Straße
2011
- Memorial Davide Fardelli (Juniorinnen)

2022
- Tour de la Semois